# Grå tofsturako
Grå tofsturako (Crinifer concolor) är en fågel i familjen turakor inom ordningen turakofåglar.

## Utseende och läte
Grå tofsturako är en udda grå turako med lång stjärt och en hög tofs. Den liknar andra tofsturakor, men skiljs lätt åt genom den enhetligt grå fjäderdräkten. Under den tvekande flykten böljar stjärten upp och ner. Bland lätena hörs en serie buttra gläfsande ljud samt ett nasalt "go-waaay" som gett tofsturakornas namn på engelska, "Go-away-bird”.

## Utbredning och systematik
Grå tofsturako förekommer i södra Afrika och delas in i fyra underarter med följande utbredning:
- molybdophanes – nordöstra Angola till södra Kongo-Kinshasa, Zambia, södra Tanzania och norra Moçambique
- pallidiceps – västra Angola till södra Namibia och västra Botswana
- bechuanae – södra och sydöstra Angola till nordöstra Namibia, Botswana, sydvästra Zambia, Zimbabwe och nordöstra Sydafrika
- concolor – södraMalawi och norra Moçambique till Swaziland och östra Sydafrika (söderut till KwaZulu-Natal

### Släktestillhörighet
Arten placeras traditionellt i Corythaixoides, men genetiska studier visar att det släktet är parafyletiskt visavi Crinifer. Tongivande taxonomiska auktoriteten International Ornithological Congress (IOC) inkluderar därför Corythaixoides i Crinifer och denna linje följs här. Andra, som BirdLife International, för dock istället vitbukig tofsturako till det egna släktet Criniferoides och kan på så vis behålla grå tofsturako i Corythaixoides.

## Status
Arten har ett stort utbredningsområde och beståndet anses stabilt. Internationella naturvårdsunionen IUCN listar den därför som livskraftig (LC).